# Рыльцево (Тверская область)
Рыльцево — деревня в Зубцовском районе Тверской области. Входит в состав Вазузского сельского поселения.

## География
Деревня расположена на берегу речки Шешма в 17 км на юго-восток от районного центра Зубцова. 

## История
В конце XIX — начале XX века деревня входила в состав Бубновской волости Зубцовского уезда Тверской губернии. В 1920 году в деревне имелось 20 дворов.
С 1929 года деревня являлась центром Рыльцевского сельсовета Зубцовского района Ржевского округа Западной области, с 1935 года — в составе Калининской области, с 1994 года — центр Рыльцевского сельского округа, с 2005 года — в составе Вазузского сельского поселения. 
В годы Советской Власти в деревне находилась центральная усадьба колхоза «Герой». До 2009 года в деревне действовала Рыльцевская основная общеобразовательная школа.

## Население
| 1859 | 1920 | 1997 | 2002 | 2010 |
| ---- | ---- | ---- | ---- | ---- |
| 76   | ↗131 | ↗171 | ↘164 | ↘124 |

## Инфраструктура
В деревне имеется отделение почтовой связи.